# Турцевич, Арсений Осипович
Арсе́ний О́сипович Турце́вич (1848, Минская губерния — после 1915) — русский археограф и историк. Автор учебников и хрестоматий по русской истории, трудов по истории Великого княжества Литовского, Северо-Западного края. Принадлежал к кругу великодержавников, западноруссистов.

## Биография
Родился в Минской губернии в семье православного священника. В 1872 году окончил Императорский Санкт-Петербургский университет. Преподавал историю в гимназиях Шавлей и Вильны. Среди его коллег-преподавателей в 1-й Виленской мужской гимназии были историк и географ, редактор «Виленского Календаря» Н. И. Юницкий, исследователь церковной архитектуры и художник В. В. Грязнов и другие. С 1901 года сотрудник Виленской археографической комиссии, участвовал вместе с Я. Ф. Головацким, Д. И. Довгялло, Н. И. Горбачевским, Ю. Ф. Крачковским и И. Я. Спрогисом в подготовке Актов комиссии, содержавших материалы по социально-экономической и политической истории Белоруссии и Литвы XIV—XIX вв., документов по истории аграрных отношений в Великом княжестве Литовском.

## Научная работа
На основе архивов инвентарей, староств, имений, фольварков и деревень XVIII века, показал в Актах Виленской археографической комиссии (тт. 35, 38) историю земельных отношений в Белоруссии, в частности ― эволюцию земельной ренты. Автор предисловия к тому «Сборник документов, касающихся административного устройства Северо-Западного края при императрице Екатерине II (1792—1796)», изданному в 1903 году.
Ещё работая в гимназии, Турцевич написал курс лекций для городских и уездных училищ, принятых Министерством просвещения к широкому распространению ― «Русская история (в связи с историей Великого княжества Литовского)» выдержала 13 изданий. Неоднократно издавались его «Краткий учебник русской истории», «Хрестоматия по истории Западной России» (1892). С интересом была принята монография «Русские крестьяне под владычеством Литвы и Польши» (1911).

## Исторические труды
- Краткий очерк жизни и деятельности императрицы Екатерины II. Публичные лекции, прочитанные в зале 1-й Виленской гимназии. ― Вильна. Тип. Св. Духов. братства, 1901. с. 46
- Русская история (в связи с историей Великого княжества Литовского): Курс городских и уездных училищ. ― Вильна. Тип. А. Г. Сыркина, 1911. с. 171
- Краткий учебник русской истории. ― Вильна. Тип. А. Г. Сыркина, 1904. с. 91
- Русские крестьяне под владычеством Литвы и Польши: Краткий исторический очерк. ― Вильна. Тип. А. Г. Сыркина, 1911. с. 73
- Трокский замок. Исторический очерк. ― Вильна. Тип. Св. Духов. братства, 1901. с. 29
- Сборник документов, касающихся административного устройства Северо-Западного края при императрице Екатерине II (1792—1796). ― Вильна. Виленская комиссия для разбора древних актов, 1903. с. 352
- Хрестоматия по истории Западной России: Учебное пособие для учеников старших классов средних учебных заведений. ― Вильна. Тип. А. Г. Сыркина, 1892. с. 776
- Краткий очерк жизни и деятельности графа М. Н. Муравьёва. ― Вильна. Тип. А. Г. Сыркина, 1898. с. 66